# 1514
Năm 1514 (số La Mã: MDXIV) là một năm thường, bắt đầu vào ngày Chủ nhật (liên kết sẽ hiển thị đầy đủ lịch) trong lịch Julius.

## Mất
9 tháng 1 – Anne xứ Bretagne, Công tước xứ Bretagne và Vương hậu Pháp.